# کبودجامه
کبودجامه نام شهری در تبرستان بود که در نزدیکی بندر ترکمن کنونی قرار داشت، که برخی از تاریخ‌دانان گمان می‌کنند بهشهر کنونی است.
در زمان حمله مغول به ایران، امرای کبودجامه با والیان مغول همکاری داشتند و از متحدینشان محسوب می‌شدند.
کبودجامه در حملهٔ تیمور لنگ ویران شد. همچنین شهری به نام روغد در نزدیکی آن برای همیشه از صفحهٔ روزگار حذف شد.
کبودجامه از شهرهای ناحیت جرجان بود و از محصولات آن ابریشم، انگور و غله بود.
عده‌ای از مورخین شهرهای دیگری نیز به عنوان جایگاه تاریخی کبودجامه عنوان کرده‌اند؛ به‌طور مثال مینودشت یا گلوگاه یا بهشهر. 
و درحال حاضر بازماندگان آن ها در جنوب ایران از جمله بندر تاریخی سیراف هستند. 